# Embruixada (sèrie de televisió)
Embruixada (originalment en anglès, Bewitched) és una comèdia de situació estatunidenca emesa originalment a ABC des de 1964 fins a 1972, durant vuit temporades. La sèrie va comptar amb estrelles com Elizabeth Montgomery, Dick York, Dick Sargent i Agnes Moorehead. La sèrie continua veient-se avui dia arreu el món i és la sèrie més llarga amb una temàtica sobrenatural dels anys 1960-1970. En 2002, TV Guide va nomenar a Bewitched com la 50a millor sèrie de televisió de tots els temps. Ha estat doblada al català.

## Argument
Darrin Stephens és un jove publicista que s'enamora de Samantha, una jove bella i dolça. Samantha i Darrin es casen, però durant la seva lluna de mel ella li confessa que és una bruixa, i des d'aquest moment passen situacions estranyes i divertides a causa dels seus poders. Per a empitjorar les coses, la mare de Samantha, Endora, desaprova rotundament el fet que la seva filla estigui casada amb un mortal, i per a expressar el seu disgust li fa la vida impossible a Darrin, qui alhora prohibeix a Samantha fer ús de la bruixeria en la seva vida quotidiana. A això se suma la seva veïna, Gladys Kravitz, qui sovint s'adona dels encanteris que realitzen Samantha i Endora, però el seu espòs, Abner, després d'escoltar sobre aquestes situacions, atribueix simplement a la imaginació de Gladys.

## Elenc

### Personatges principals
- Elizabeth Montgomery com a Samantha Stephens (1964-1972), la protagonista i única actriu que va aparèixer en tots els episodis de la sèrie del primer a l'últim.
- Dick York com a Darrin Stephens, el marit de Samantha (1964–1969).
- Dick Sargent com a Darrin Stephens; segon actor a encarnar al marit de Samantha (1969–1972).
- Agnes Moorehead com a Endora, mare de Samantha.
- David White com Larry Tate, cap de Darrin a McMann and Tate.
- Alice Pearce com Gladys Kravitz (1964–1966), la veïna xafardera dels Stephens.
- Sandra Gould com Gladys Kravitz (1966–1971); segona actriu a encarnar a la veïna dels Stephens.
- George Tobias com Abner Kravitz (1964–1971), el marit de Gladys.
- Diane i Erin Murphy (1966-1972) com Tabatha Stephens, filla de Darrin i Samantha, nascuda en 1966. Des de 1967, només Erin Murphy va encarnar al personatge.
- Greg Lawrence i David Lawrence (1970-1972) com Adam Stephens, fill de Darrin i Samantha, nascut en 1969.
- Irene Vernon com Louise Tate (1964-1966), esposa de Larry (1964–1966).
- Kasey Rogers com Louise Tate (1966–1972); segona actriu a encarnar a l'esposa de Larry.
- Marion Lorne com a Tia Clara (1964-1967), tia de Samantha.

### Personatges recurrents
- Maurice Evans com Maurice, pare de Samantha i ex-marit de Endora.
- Alice Ghostley com Esmeralda, serventa de Samantha i Darrin (1969-1972).
- Bernard Fox com el Dr. Bombai, el metge dels bruixots (1967-1972).
- Paul Lynde com Arthur, oncle de Samantha i germà d'Endora (1965 i 1966-1971).
- Elizabeth Montgomery (amb el pseudònim de Pandora Spocks) com Serena, cosina de Samantha (1966 i 1967-1972).
- Mabel Albertson com Phyllis Stephens, mare de Darrin (1964-1971).
- Robert F. Simon com Frank Stephens, pare de Darrin (1964-1967 i 1971).
- Roy Roberts com Frank Stephens (1967-1971).
- Dick Wilson com el borratxo, un tipus que gairebé sempre camina embriac (1965-1972).
- Diverses actrius, entre elles: Jill Foster i Jean Blake com Betty, secretària de McMann & Tate (1965-1971).

### Personatges menys vists o només esmentats
- Tia Enchantra, apareixia gairebé sempre juntament amb tia Agatha.
- Tia Agatha. Germana de Endora, apareixia gairebé sempre juntament amb tia Enchantra. S'esmenta de forma habitual cuidant de Tabatha
- Tia Bertha, una altra tia de Samantha. Només se la va veure en la primera temporada.
- Oncle Mario, vivia a Egipte amb la seva esposa, també bruixota. Mai li ho va arribar a veure.
- Rebesavi Adam, besavi de Maurice. Al segon fill dels Stephens se li va posar de nom Adam en honor seu.
- Cosí Edgar, nebot de Endora. És un elfo que sempre cuidava a Samantha.
- Bestia Cornelia, tia de Maurice.
- Cosí Henry, li encanten les bromes pesades.
- El Consell de bruixes, la màxima autoritat de les bruixes. Mai se'ls va veure, però sí que es va escoltar la seva veu.
- Oncle Albert, oncle de Darrin.
- Cosina Helen, prima de Darrin.
- Betty, secretària de McMann & Tate.
- Senyor McMann, cap de Larry, un dels presidents de McMann & Tate. Va ser vist en l'episodi núm. 139, "Home de l'any", i després novament en el núm. 191.
- Harriet Kravitz, germana d'Abner Kravitz, interpretada per Mary Grace Canfield. Aquest personatge va ser introduït a causa de la mort d'Alice Pearce (Gladys Kravitz #1) i va estar fins que va arribar una nova Gladys (Sandra Gould).
- Senyora Peabody, professora de primer any de Tabatha, interpretada per Maudie Prickett.
- Brian O'Brian, cosí de Darrin, gnom d'Irlanda.
- Sheyla, anterior promesa de Darrin. Les vegades que apareix, una d'elles en el primer capítol, intenta seduir Darrin fins que Samantha usa els seus poders per a impedir-li-ho.
- Linlyng, gata convertida en ésser humà per Samantha (només se la va veure en l'episodi núm. 21 de la primera temporada).

## Fi de la sèrie
Elizabeth Montgomery volia posar fi a la sèrie en la cinquena temporada, ja que tant ella com el seu marit, el productor d'espectacles William Asher, estaven cansats i volien passar a altres projectes, però ABC no volia deixar un dels seus millors programes. Atès que la sèrie va ser un dels pocs èxits que va tenir l'emissora, van oferir a tots dos importants augments de sou, a més de part de la propietat de la sèrie, per unes altres tres temporades. Per a la temporada vuit, les idees havien començat a escassejar, amb algunes reposicions d'episodis anteriors que es van copiar gairebé al peu de la lletra. Durant l'última temporada (1971-1972) a Gladys i Abner Kravitz només se'ls esmentava, l'oncle Arthur i els pares de Darrin tampoc apareixien. La sèrie es va traslladar els dissabtes a la nit el gener de 1972, i es van enfrontar contra el reeixit espectacle All in the Family (Tot en família). La temporada va acabar en el número 46 en els índexs d'audiència. ABC tenia planejada una novena temporada, d'acord amb el contracte de Montgomery i Asher, però els mals resultats van provocar la cancel·lació definitiva de la sèrie.

## Índexs d'audiència als EUA
Els índexs d'audiència o ràtings per a cada temporada, van ser els següents:
| Temporada    | Índex |
| 1) 1964-1965 | 2a    |
| 2) 1965-1966 | 7a    |
| 3) 1966-1967 | 7a    |
| 4) 1967-1968 | 10a   |
| 5) 1968-1969 | 11a   |
| 6) 1969-1970 | 22a   |
| 7) 1970-1971 | 45a   |
| 8) 1971-1972 | 50a   |